# Estación de Campanar
Campanar, antiguamente llamada Campanar-La Fe por su proximidad al antiguo edificio del hospital La Fe, es una estación de las líneas 1 y 2 de Metrovalencia. Fue inaugurada el 8 de octubre de 1988. Se encuentra en la avenida de Pio XII, en el barrio de Campanar.